# Macrodipteryx
A Macrodipteryx a madarak (Aves) osztályának a lappantyúalakúak (Caprimulgiformes) rendjébe, ezen belül a lappantyúfélék (Caprimulgidae) családjába tartozó nem.  Egyes szerveteket  a Caprimulgus nembe sorolták ezt a két fajt is.

## Rendszerezésük
A nemet William John Swainson írta le 1837-ben, az alábbi 2 faj tartozik ide:
- hosszúszárnyú lappantyú (Macrodipteryx longipennis vagy Caprimulgus longipennis)
- Macrodipteryx vexillarius vagy Caprimulgus vexillarius